# Sayhuite-Monolith
Koordinaten: 13° 32′ 50″ S, 72° 48′ 10″ W

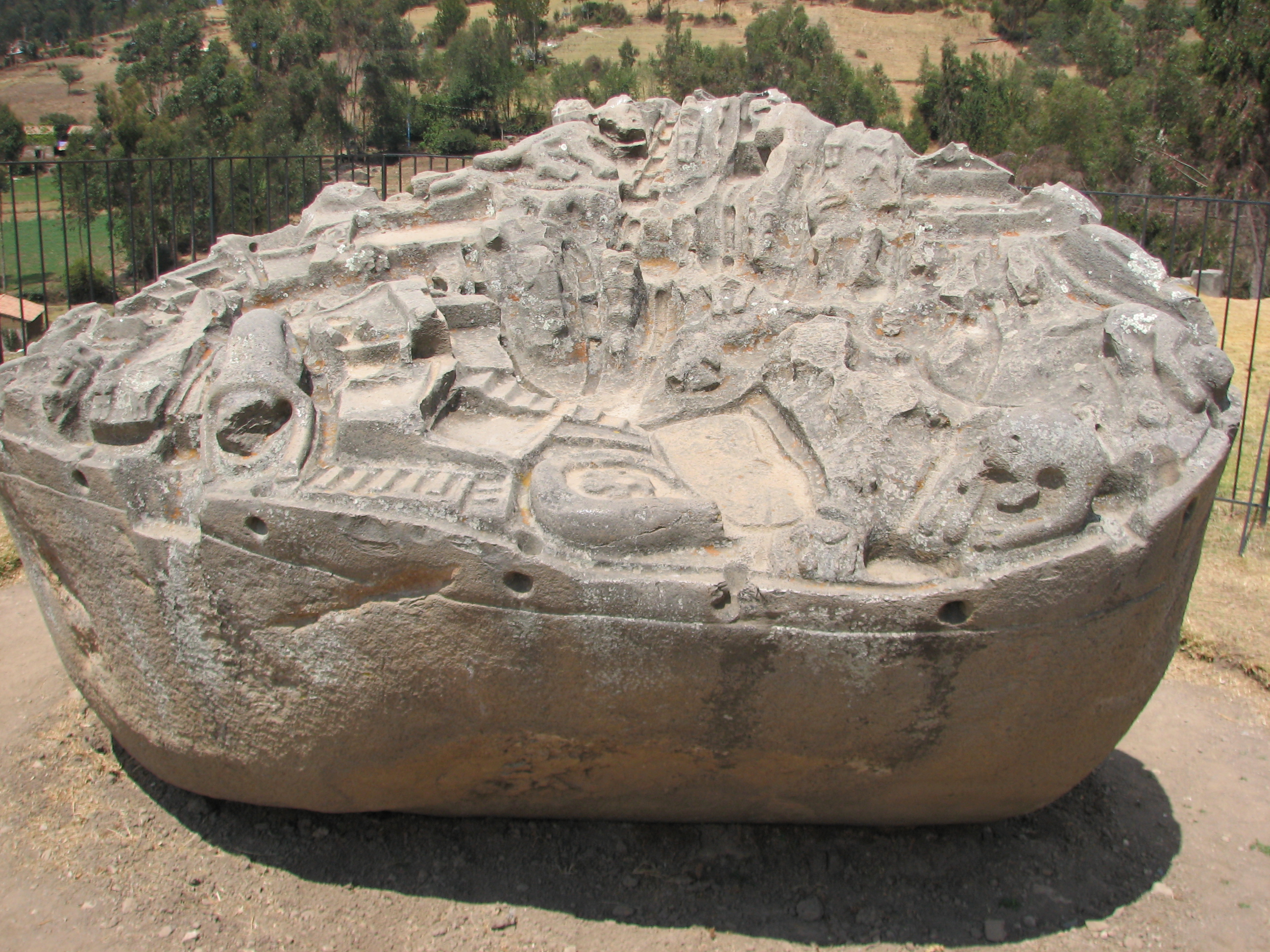
Sayhuite-Monolith

Der Sayhuite-Monolith ist ein Monolith, der figurative Hochreliefbilder zeigt. Der Sayhuite-Monolith befindet sich in Sayhuite, einer archäologischen Stätte 47 Kilometer östlich der Stadt Abancay im Distrikt Curahuasi der Provinz Abancay in der peruanischen Region Apurímac.

## Transport
Die Kunsthistorikerin Jessica Joyce Christie merkt an, dass beim Sayhuite-Monolithen, den „Zeremonialfelsen“ bei Machu Picchu und den Piedras Cansadas in der Vergangenheit oft die „Transportfrage“ gestellt wurde. Nach Christie gebe es in der Literatur keinen Konsens darüber, ob diese riesigen Blöcke zu den Standorten transportiert wurden, die sie jetzt einnehmen, oder ob sie in situ geformt wurden.

## Hochreliefbilder
Nach der Kunsthistorikerin Jessica Joyce Christie ist der Sayhuite-Monolith der beeindruckendste Fall von Hochreliefbildern unter den „geschnitzten Felsen der Inka“.
Die Bedeutung der Hochreliefbilder ist unbekannt.